# Zigera livida
Zigera livida là một loài bướm đêm trong họ Noctuidae.